# Thrasívulos Zaïmis
Thrasívulos Zaïmis (en grec: Θρασύβουλος Ζαΐμης) (Kerpini, Kalavryta, Primera República Hel·lènica, 1822 - Atenes, 1880) fou un polític grec, que va assolir el càrrec de Primer Ministre de Grècia en dues ocasions entre els anys 1869 i 1872.

## Biografia
Es va educar en Dret a França. Era el fill d'Andreas Zaïmis, lluitador grec per la llibertat i líder del govern durant la guerra d'independència grega de l'Imperi Otomà.
Va ser escollit per primera vegada diputat al Parlament grec el 1850. Després va servir durant quatre termes com a President del Parlament i d'altres dos períodes amb el càrrec de Primer Ministre de Grècia.
Va ser pare d'Alexandros Zaimis, qui també va arribar a ésser Primer Ministre de Grècia.